# Praravinia teysmannii
Praravinia teysmannii är en måreväxtart som beskrevs av Sijfert Hendrik Koorders. Praravinia teysmannii ingår i släktet Praravinia och familjen måreväxter. Inga underarter finns listade i Catalogue of Life.